# Uganda közlekedése
Uganda Afrika szívében helyezkedik el, emiatt fontos tranzitország. Az utak sugaras szerkezetűek, a közlekedés központja Kampala. Az utóbbi 4 évben beindult az autóutak építése, és a meglévők fejlesztése. Az utak minősége jóval magasabb, mint a környező országoké. Vasúthálózata ritka, és elavult.

Uganda burkolt útvonalai.

## Szállítás
Az ország közlekedési szempontból, afrikai viszonylatban fejlett. Az átlaghoz képest több kilométer van leaszfaltozva, mint a szomszédos országokban.
Vasúti szempontból már kevésbé büszkélkedhet, de ennek a közlekedési formának túl költséges a fenntartása. Ellenben egy-egy pálya megújulóban van.
A légi közlekedés viszonylag jónak mondható. Hat darab aszfaltozott repülőtér foglal helyet az ország különböző pontjain. Meglepő módon egyik sincs a fővárosban. A legfontosabb az Entebbei nemzetközi repülőtér, ahova közvetlen járat érkezik például Rio de Janeiróból, a többiből csak a szomszédos országokba indulnak járatok. Ezek mellett nagyon sok nem aszfaltozott repülőtér van.
A vízi közlekedés rengeteg embernek ad munkát, mivel turisták tízezrei keresik fel a Viktória-tavat, valamint az országhatárokat gyakran egy folyó választja el, ahol komppal át lehet jutni a túlpartra.

## Közúti közlekedés
- Teljes úthossz:70 746 km
- Burkolt:16 272 km
- Földút:54 474 km

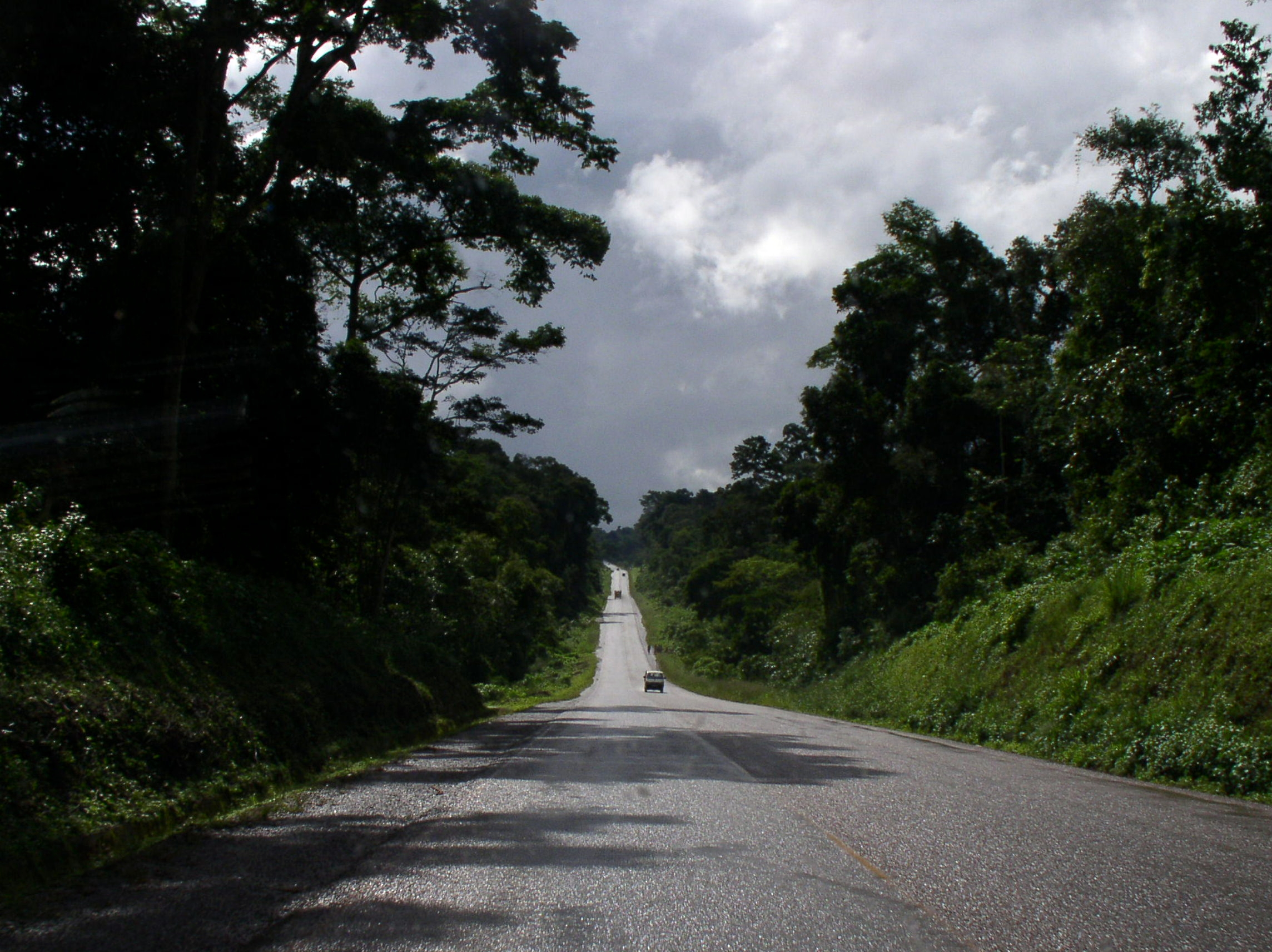
Jinján át Mombasába vezető út

Az országban bal oldali a közlekedés.
Minden elsőrendű út betonozva van.
Az országon keresztülhalad a Lagos-Mombasa nemzetközi főútvonal, ami Ugandában az A 109-es útként halad. Ez a nemzetközi útvonal az ország nyugat-keleti tengelye, de közben áthalad a fővároson, Kampalán is.
A másik főútvonal, amely nem tagja a afrikai úthálózatnak, de a fővárosból indul, a Közép-afrikai Köztársaság központjáig, Banguiig tart, érintve Jubát, Dél-Szudán fővárosát.

## Vasúti közlekedés
- Teljes hossz:1 244 km
- Nyomtáv szélessége:1 000 mm

A következő országokkal van vasúti összeköttetése: 
- Kenya
- Tanzánia
- Dél-Szudán (tervezett)

2008-ban Uganda és Kenya megállapodást kötött arról, hogy egy vasútvonalat építenek. Mindkét ország vásárolt egy korszerű mozdonyt és utasszállító szerelvényeket, valamint a Viktória-tó kereskedelmét beindító kompot 9 millió $ értékben.
2007-ben  Yoweri Museveni, az ország elnöke és néhány német mérnök megállapodtak, hogy Kampala és Juba között villamosított vasútvonal fog létesülni.

## Vízi közlekedés

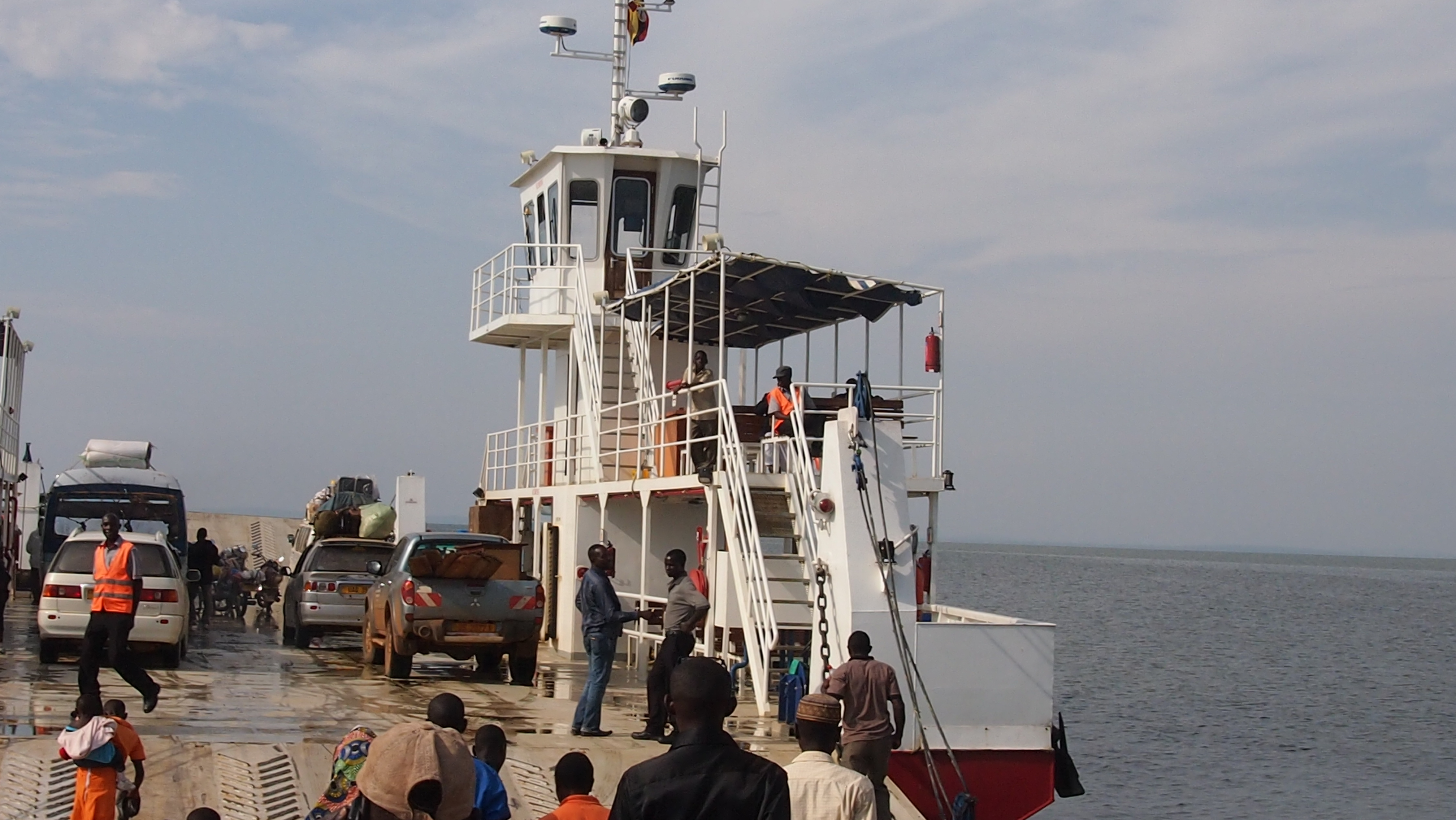
Komp a Viktória-tavon

A Viktória-tavat külföldi látogatók tízezrei látogatják meg. Ezért sok embernek ad munkát az idegenvezetés, turizmus. Uganda és Tanzánia között komp közlekedik, ami könnyűipari cikkeket szállít, ezzel erősítve a kereskedelmet a két ország között.
Fontosabb városok, amelyek kikötővel rendelkeznek:
- Kampala
- Jinja
- Entebbe

## Légi közlekedés

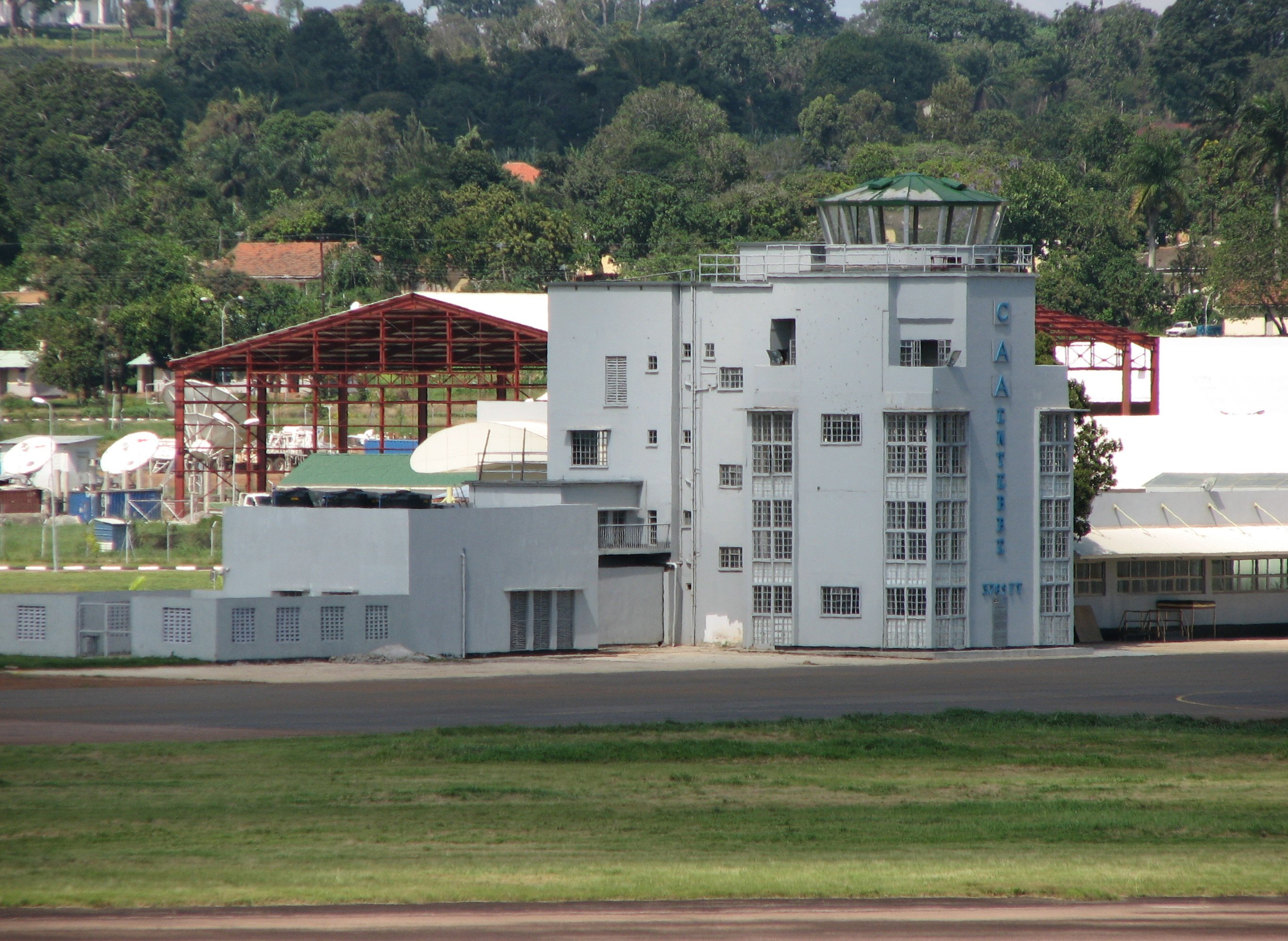
Az entebbei nemzetközi repülőtér

Az országban hat nagyobb repülőtér van: 
- Entebbe
- Gulu
- Jinja
- Soroti
- Kisoro
- Nakasongola